# William Robinson (Schwimmer)
William Walker Robinson (* 23. Juni 1870 in Airdrie; † 4. Juli 1940 in Liverpool) war ein britischer Schwimmer.

## Karriere
Robinson begann seine Schwimmerkarriere zunächst bei regionalen Meisterschaften. 1908 nahm er an den Olympischen Spielen in London teil. Hier konnte er hinter seinem Landsmann Frederick Holman die Silbermedaille erringen. Am Tage des Finallaufes war der Schwimmer 38 Jahre und 25 Tage alt und hielt im Anschluss über 100 Jahre den Rekord als ältester Medaillengewinner bei Olympischen Spielen im Schwimmsport, bis 2008 die US-Amerikanerin Dara Torres im Alter von 41 Jahren drei Silbermedaillen bei den Spielen in Peking gewann. Später war der Schwimmer als Händler und Geschäftsmann tätig.